# Тур (місто)
Тур (фр. Tours) — місто та муніципалітет у Франції, у регіоні Центр — Долина Луари, адміністративний центр департаменту Ендр і Луара. Населення — 134 633 осіб (2011).
Муніципалітет розташований на відстані близько 210 км на південний захід від Парижа, 110 км на південний захід від Орлеана.

## Історія

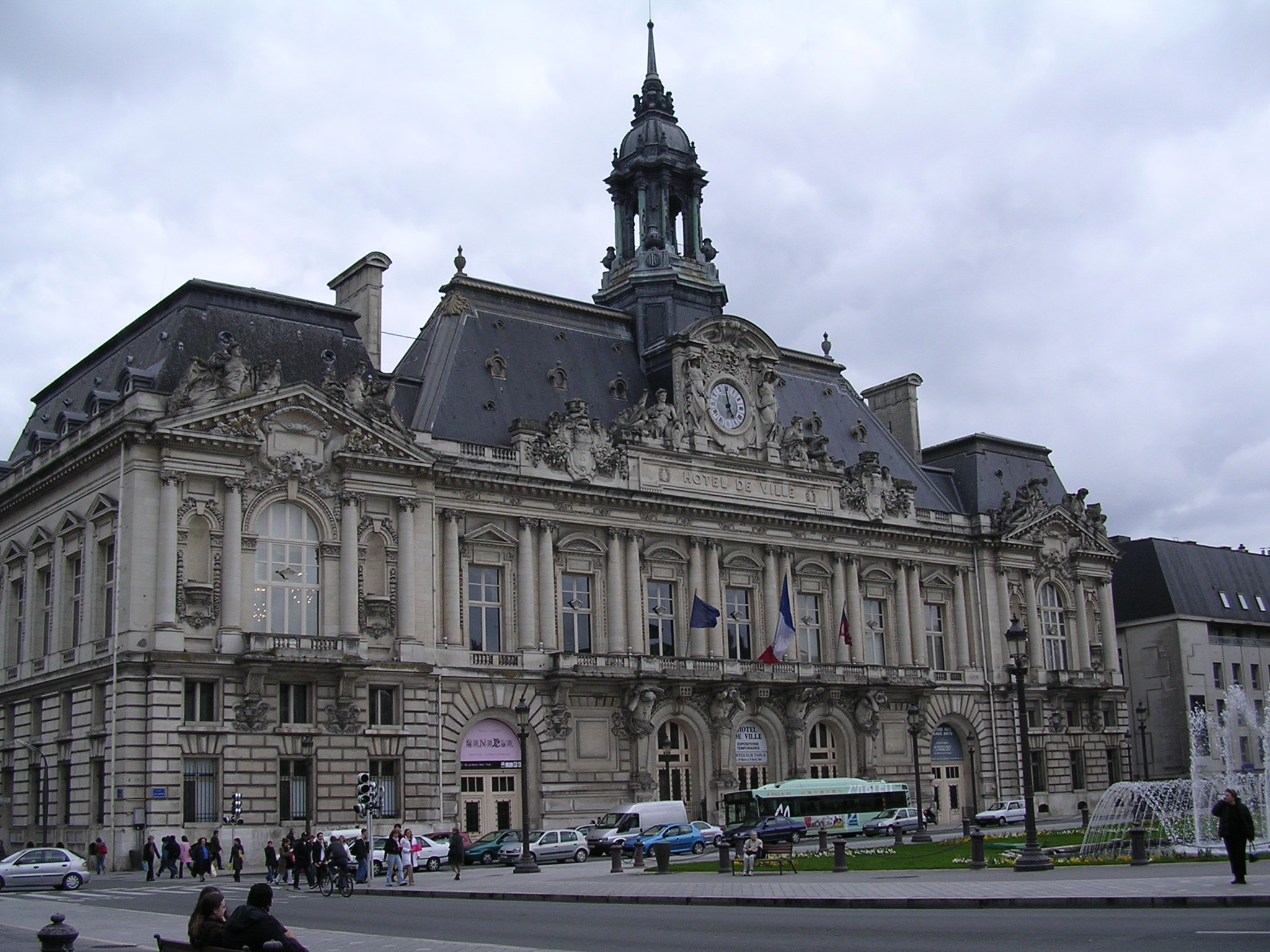
Міська ратуша

Святий Мартин Турський був архієпископом Туру, один з найшанованіших святих.
У 573 р. сан єпископа Турського здобув знаменитий франкський історик Григорій Турський, хроніст Меровінгів. Він теж був визнаний святим.
Тур при римлянах називався Caesarodunum, а пізніше Turones і був головним містом кельтського племені туронів. При франках складав особливе графство. У 732 р. Карл Мартелл недалеко від Туру здобув перемогу над маврами. Генріх III сюди переніс (1583) парламент, чим сприяв зростанню міста. У Турі кілька разів збиралися французькі Генеральні штати. З 11 вересня до 10 грудня 1870 р. тут засідала делегація уряду національної оборони.
Тут відбувся перший фестиваль мов (1995).

## Демографія
Динаміка населення (INSEE ):
Розподіл населення за віком та статтю (2006):
| Стать | Всього | До 15 років | 15-24  | 25-44  | 45-64  | 65-85  | Понад 85 |
| --- | ------ | ----------- | ------ | ------ | ------ | ------ | -------- |
| Чоловіки | 62 194 | 9857        | 13 054 | 18 288 | 12 633 | 7381   | 981      |
| Жінки | 74 776 | 9330        | 16 501 | 18 084 | 15 597 | 12 401 | 2863     |
| \| Статево-вікова піраміда \| Статево-вікова піраміда \| Статево-вікова піраміда \| \| ----------------------- \| ----------------------- \| ----------------------- \| \| Чоловіки \| Вік \| Жінки \| \| 981 \| 85 + \| 2863 \| \| 1402 \| 80-84 \| 2856 \| \| 1826 \| 75-79 \| 3297 \| \| 2115 \| 70-74 \| 3297 \| \| 2038 \| 65-69 \| 2951 \| \| 2342 \| 60-64 \| 3005 \| \| 3258 \| 55-59 \| 4270 \| \| 3445 \| 50-54 \| 4203 \| \| 3588 \| 45-49 \| 4119 \| \| 3560 \| 40-44 \| 4026 \| \| 4077 \| 35-39 \| 4070 \| \| 4707 \| 30-34 \| 4361 \| \| 5944 \| 25-29 \| 5627 \| \| 7731 \| 20-24 \| 9909 \| \| 5323 \| 15-20 \| 6592 \| \| 3193 \| 10-14 \| 3084 \| \| 2939 \| 5-9 \| 2911 \| \| 3725 \| 0-4 \| 3335 \| |        |             |        |        |        |        |          |
| Статево-вікова піраміда |        |             |        |        |        |        |          |
| Чоловіки | Вік    | Жінки       |        |        |        |        |          |
| 981 | 85 +   | 2863        |        |        |        |        |          |
| 1402 | 80-84  | 2856        |        |        |        |        |          |
| 1826 | 75-79  | 3297        |        |        |        |        |          |
| 2115 | 70-74  | 3297        |        |        |        |        |          |
| 2038 | 65-69  | 2951        |        |        |        |        |          |
| 2342 | 60-64  | 3005        |        |        |        |        |          |
| 3258 | 55-59  | 4270        |        |        |        |        |          |
| 3445 | 50-54  | 4203        |        |        |        |        |          |
| 3588 | 45-49  | 4119        |        |        |        |        |          |
| 3560 | 40-44  | 4026        |        |        |        |        |          |
| 4077 | 35-39  | 4070        |        |        |        |        |          |
| 4707 | 30-34  | 4361        |        |        |        |        |          |
| 5944 | 25-29  | 5627        |        |        |        |        |          |
| 7731 | 20-24  | 9909        |        |        |        |        |          |
| 5323 | 15-20  | 6592        |        |        |        |        |          |
| 3193 | 10-14  | 3084        |        |        |        |        |          |
| 2939 | 5-9    | 2911        |        |        |        |        |          |
| 3725 | 0-4    | 3335        |        |        |        |        |          |

## Економіка
2010 року серед 92 678 осіб працездатного віку (15—64 років) 62 901 була активною, 29 777 — неактивними (показник активності 67,9%, у 1999 році було 64,1%). З 62 901 активної мешканців працювали 53 542 особи (26 592 чоловіки та 26 950 жінок), безробітними було 9359 (4663 чоловіки та 4696 жінок). Серед 29 777 неактивних 17 940 осіб було учнями чи студентами, 5621 — пенсіонерами, 6216 були неактивними з інших причин.

У 2010 році в муніципалітеті числилось 62088 оподаткованих домогосподарств, у яких проживали 118170,0 особи, медіана доходів виносила 17 704 євро на одного особоспоживача.

## Транспорт
З 2013 року в місті працює трамвайна мережа завдовжки майже 15 км.

## Пам'ятки
- Мармутьєрське абатство — колишній бенедиктинський монастир IV ст.

## Уродженці
- Ксав'є Гравелен (*1968) — французький футболіст, нападник, згодом — футбольний тренер.
- Бруно Барончеллі (*1957) — французький футболіст, нападник, згодом — футбольний тренер.
- Фульк II (906—960) — граф Нанта, граф Анжуйський з 942 по 960 роки
- Оноре де Бальзак (1799—1850) — французький романіст і драматург
- Роберт Росс (1869—1918) — канадський журналіст, мистецький критик та артдилер
- Ізабель Жофруа (* 1980) — відома французька співачка
- Абду Діалло (* 1996) — відомий французький футболіст, захисник.

## Галерея

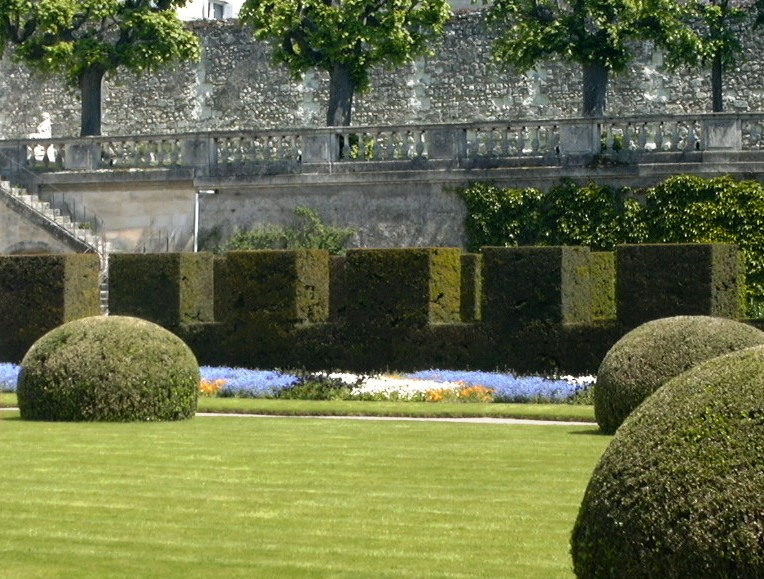
Топіарі в Турі
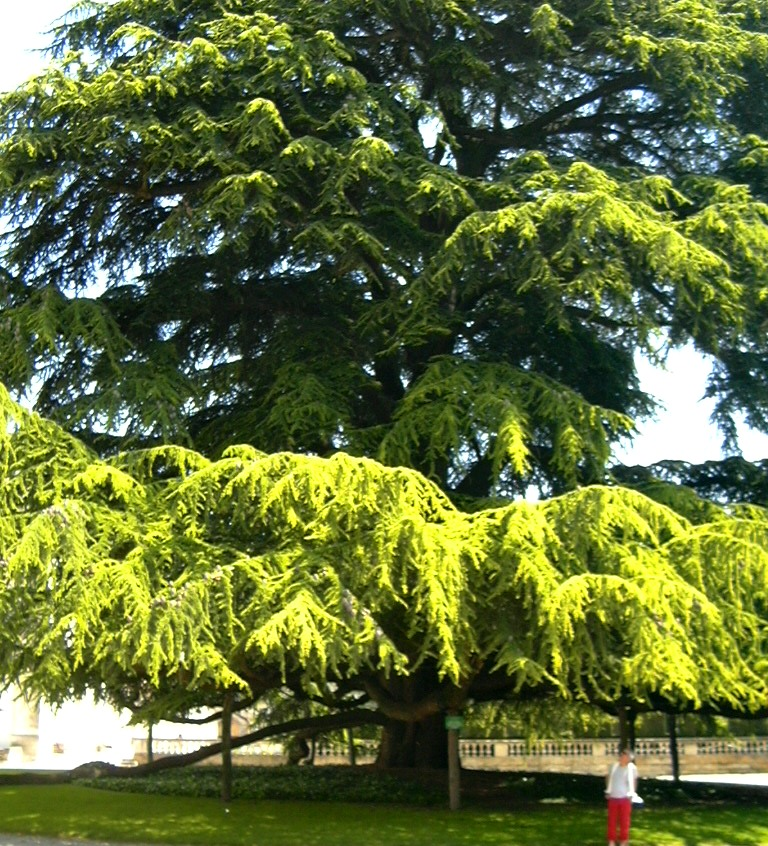
Гігантський ліванський кедр у музеї Образотворчого мистецтва
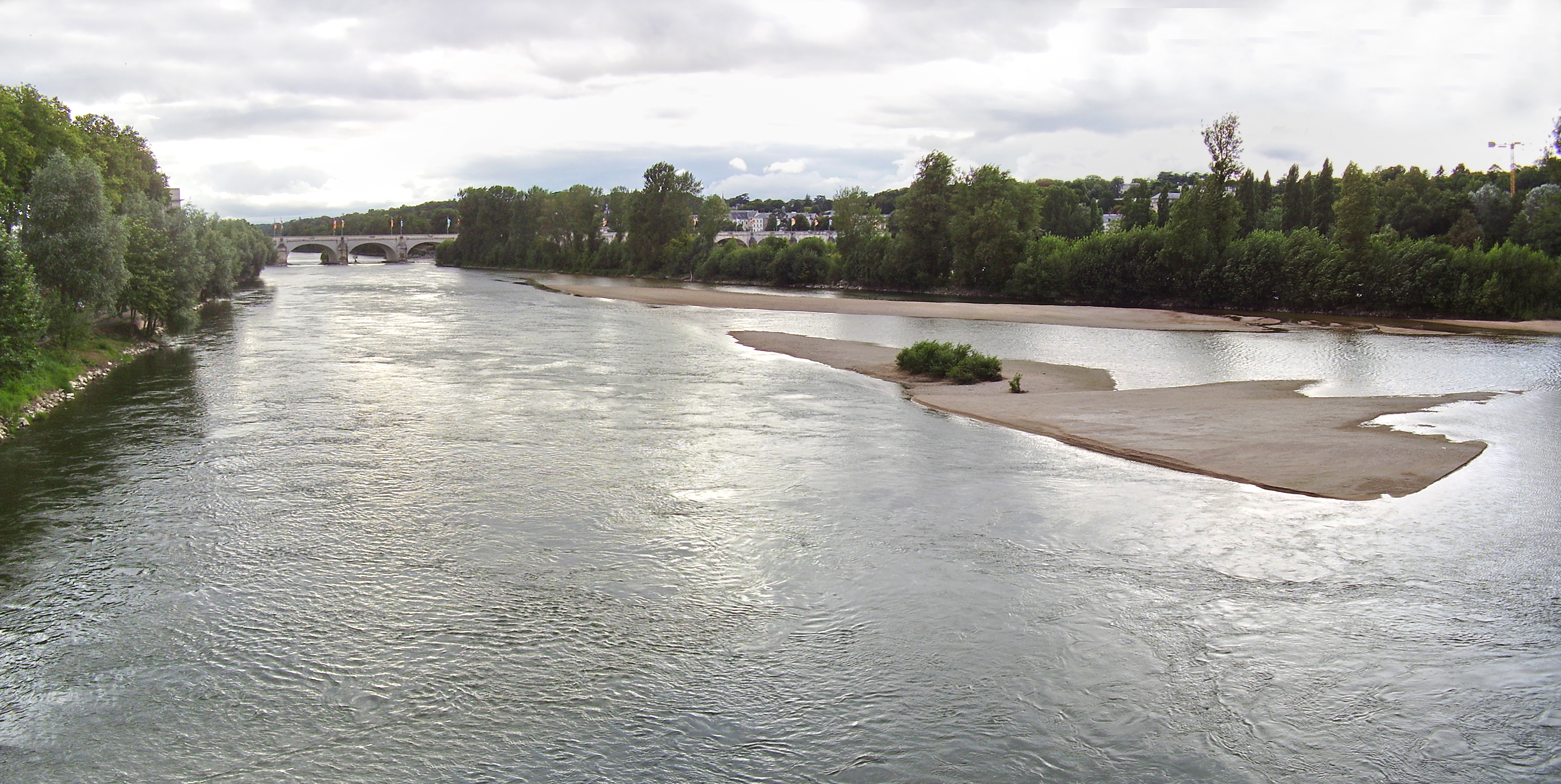
Луара
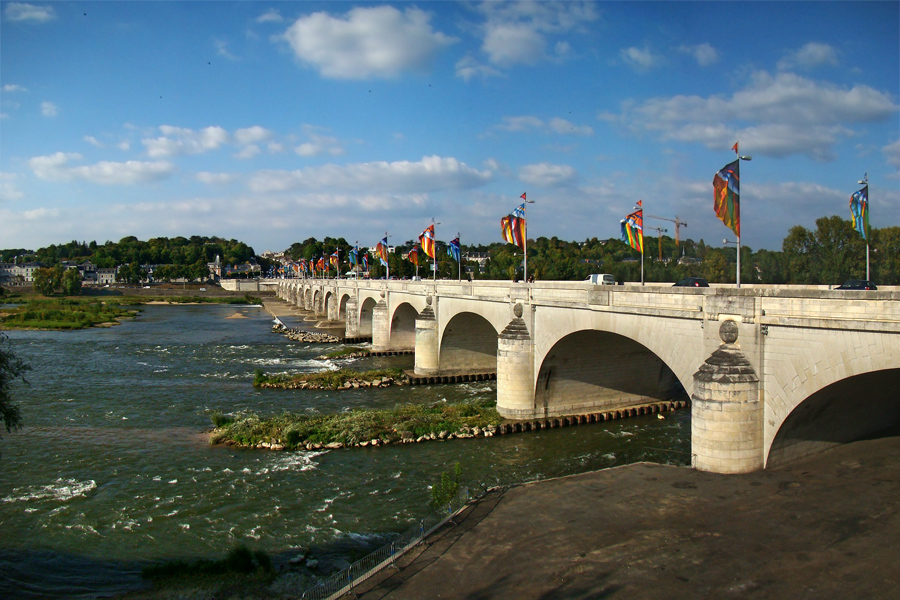
Луара і міст Wilson
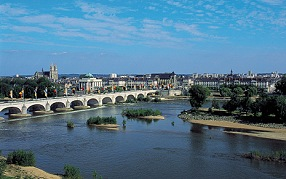
Міст Wilson